# The Dirt: Mötley Crüe
The Dirt: Mötley Crüe (The Dirt) è un film statunitense diretto da Jeff Tremaine e scritto da Tom Kapinos, Rich Wilkes e Amanda Adelson, che descrive e ripercorre la carriera dei Mötley Crüe.
La Paramount Pictures e la MTV Films acquistarono i diritti del libro best seller The Dirt: Confessions of the World's Most Notorious Rock Band. Il progetto ha vacillato nello sviluppo per oltre un decennio, passando attraverso numerosi registi e membri del cast prima che Netflix acquistasse i diritti nel marzo 2017. La pellicola è stata presentata il 18 marzo 2019 a Hollywood e successivamente distribuita su Netflix.

## Trama
Dopo anni di abusi da parte dei vari patrigni che la madre alcolizzata cambia continuamente, nel 1973 il giovane Frank Feranna Jr. abbandona la casa familiare dopo aver simulato agli occhi della polizia un accoltellamento da parte della madre e si trasferisce, cinque anni dopo, da Seattle a Los Angeles per tentare di sfondare nel mondo della musica, unica passione che gli ha permesso di sopravvivere; dopo un fallimentare tentativo di ricongiungersi con il padre biologico, nel 1980 Frank cambia legalmente il suo nome in Nikki Sixx. Un anno dopo, dopo aver litigato con i membri della propria band (i London) dopo una serata al famoso locale Whisky a Go Go, Nikki fa amicizia con il batterista Tommy Lee, suo fan, e gli rivela che sta formando una nuova band; ad essa, dopo una sola sessione di prove, si aggiunge il chitarrista Mick Mars, malato di spondilite anchilosante, e successivamente il cantante Vince Neil, proveniente dalla cover band Rock Candy ed ex compagno di scuola di Tommy. L'intesa scatta fin da subito e il gruppo decide di chiamarsi Mötley Crüe.
Nonostante sia coinvolto in una rissa con alcuni spettatori, il primo concerto dei Mötley Crüe conferisce loro una certa notorietà e in breve fanno il tutto esaurito in tutti i night club di Los Angeles fino a quando il produttore Tom Zutaut della Elektra Records li ingaggia con un contratto di cinque album che firmano con Doc McGhee come manager. Durante il loro primo tour nazionale la band riceve consigli da Ozzy Osbourne e in poco tempo il successo diventa planetario, dando inizio ad un periodo sfrenato di bagordi di ogni genere. Vince sposa una lottatrice nel fango di nome Sharise mentre Tommy annuncia il fidanzamento con una donna di nome Roxie, che però dura pochissimo.
Gli eccessi dei Crue aumentano continuamente finché l'8 dicembre 1984, durante una festa a casa di Vince a Redondo Beach, Tommy incontra l'attrice Heather Locklear mentre Vince e il batterista degli Hanoi Rocks Razzle vanno a comprare degli alcolici; in preda ai fumi dell'alcol e delle droghe i due rimangono coinvolti in un incidente stradale che uccide quest'ultimo e Vince viene condannato a trenta giorni di carcere, poi ridotti a diciannove. In attesa del ritorno alla libertà del cantante i rimanenti membri del gruppo iniziano a lavorare al loro terzo album che però, essendo molto più commerciale rispetto ai lavori precedenti, genera tensioni e discordia.
Nikki, dedito ad una vita sempre più sregolata, diviene dipendente dall'eroina e licenzia Doc quando questi, nel tentativo di aiutarlo, organizza un incontro con sua madre; nel frattempo Tommy annuncia di volersi sposare con Heather e chiede a Nikki di fargli da testimone, ma il giorno delle nozze il bassista è troppo sballato per assolvere al suo compito e viene sostituito da Mick. Il 23 dicembre, al Pazadena Hotel, Nikki ha un'overdose da cui si salva solo grazie a ben due punture di adrenalina nel cuore: in seguito a questo episodio decide di chiedere aiuto e di andare in riabilitazione convincendo anche gli altri componenti della band a seguirlo. Un anno dopo i quattro sono in studio per incidere Dr. Feelgood, che si rivela un enorme successo nonostante le tensioni interne.
Finito il conseguente tour il gruppo si rimette subito a lavorare, ma ormai l'astio tra Vince e Nikki è tale che il cantante si rifiuta di venire alle prove finché decide di uscire dalla band; nonostante i fan ne chiedano l'immediato ritorno, viene sostituito da John Corabi, con cui i Motley Crue presentano il nuovo album, che però delude enormemente. Nel frattempo Vince subisce un enorme lutto: sua figlia Skyler, di soli quattro anni, viene portata via da un tumore allo stomaco, mentre Tommy viene lasciato da Heather poiché l'ha tradita con una pornostar.
Dopo anni di distanza, il gruppo decide di riunirsi con Vince per cercare di chiarirsi e appianare le discussioni che hanno minato quella che era una vera e propria fratellanza; una volta che Mick esce dall'ospedale dopo aver subìto la sostituzione di un'anca, il gruppo torna a suonare come ai vecchi tempi con grande gioia dei fan.

## Produzione

### Sviluppo
Nel 2006, i diritti per un adattamento cinematografico del libro autobiografico The Dirt: Confessions of the World's Most Notorious Rock Band (scritto dai Mötley Crüe con Neil Strauss), vennero acquistati dalla Paramount Pictures e dalla MTV Films. All'epoca, Larry Charles era stato scelto per dirigere il film. Tuttavia, la produzione del film si è arrestata e nel 2008 Sixx ha parlato della sua frustrazione in un'intervista affermando:
Nel novembre 2013, Jeff Tremaine firmò per dirigere la pellicola, abbandonata da MTV Films e Paramount Pictures. Nel gennaio del 2015, i diritti vennero acquistati dalla Focus Features. Tuttavia, la produzione andò in development hell fino al marzo del 2017, quando Netflix acquistò i diritti mondiali del film.

### Casting
Inizialmente, Liam Hemsworth, Emory Cohen e Douglas Booth erano stati presi in considerazione per i ruoli principali nel film. Nel novembre del 2017, Booth firmò ufficialmente per recitare nel film. Nel gennaio del 2018, il rapper Machine Gun Kelly e gli attori Iwan Rheon e Daniel Webber si unirono al cast. Nel mese di febbraio, Tony Cavalero si unì al cast, seguito, verso marzo da Rebekah Graf, Leven Rambin e David Costabile.

### Riprese
Le riprese del film sono iniziate a New Orleans nel mese di febbraio del 2018.

## Promozione
Il trailer è stato distribuito il 19 febbraio 2019 e mostra alcuni fatti che riguardano la band, tra cui quelle dell'hotel dove sono nate le accuse di omicidio colposo nel 1984 verso Vince Neil e l'overdose di droga di Nikki Sixx nel 1987.

## Distribuzione
Il film è stato distribuito su Netflix il 22 marzo 2019, in tutti i paesi in cui il servizio è disponibile.

## Colonna sonora
Il 22 marzo 2019 è stata pubblicata la colonna sonora del film contenente 18 brani della band, tra cui 3 nuovi brani e una cover di Like a Virgin di Madonna.

## Accoglienza

### Critica
Rafer Guzmàn di Newsday ha dato al film tre stelle su quattro, definendolo "un divertente, sboccato, vorticoso giro attraverso una delle ultime grandi epoche della storia del rock . Sull'aggregatore di recensioni Rotten Tomatoes ha un indice di gradimento del 43% con un voto medio di 4,85 su 10, basato su 40 recensioni, mentre su Metacritic ha un punteggio di 37 su 100, basato su 15 recensioni.
Owen Gleiberman di Variety ha definito il film "uno sketchbook scritto in stile generico da VH1 - vale a dire, è un film di Netflix, privo di atmosfera, illuminazione eccessivamente smussata e una spessa qualità post-psicologica telegrafata che non ti dà nulla da leggere tra le righe". Brian Tallerico di RogerEbert.com ha dato al film 1 stella su 4, scrivendo che: "potresti ascoltare Dr. Feelgood due volte durante il periodo di esecuzione di The Dirt e imparare tanto sulla band quanto su questo articolo di un film su Wikipedia e avresti modo di divertirti di più".
Chris Nashawaty di Entertainment Weekly ha dato al film una B, dicendo che "questo film non vincerà nessun premio, né dovrebbe. Ma per due ore è un'esplosione nostalgica di sedersi e divertirsi con l'idiozia di questi gloriosi capelloni somari".